# Milan Jílek
Milan Jílek (ur. 15 czerwca 1937 w Zruči nad Sázavou, zm. 10 stycznia 2022) – czeski lekkoatleta, średniodystansowiec, medalista uniwersjady w 1961. W czasie swojej kariery reprezentował Czechosłowację.

## Kariera sportowa
Specjalizował się w biegu na 800 metrów. Podczas uniwersjady w 1961 w Sofii zdobył srebrny medal w sztafecie 4 × 400 metrów (która biegła w składzie: Josef Trousil, Josef Odložil, Jílek i Tomáš Salinger).
Był mistrzem Czechosłowacji w biegu na 800 metrów w 1961 i wicemistrzem na tym dystansie w 1963.
Ustanowił rekordy Czechosłowacji w sztafecie 4 × 800 metrów z czasem 7:23,4,uzyskanym 19 października 1961 w Pradze, który do tej pory (luty 2022) jest klubowym rekordem Czech, a także w sztafecie 4 × 1 mila z czasem 17:03,8 w 1961.
Siedem razy wystąpił w meczach reprezentacji Czechosłowacji, m.in. w meczu z Polską 16 lipca 1961 w Szczecinie.
Rekordy życiowe Jílka:
- bieg na 400 metrów – 49,0 (1961)
- bieg na 800 metrów – 1:48,4 (16 lipca 1961, Szczecin)[7]
- bieg na 1500 metrów – 3:53,3 (1967)

Po zakończeniu kariery pracował jako trener. Razem z żoną trenowali takich lekkoatletów, jak Lucie Škrobáková i Roman Šebrle.